# Conclave de 1559
Le conclave de 1559 se déroule à Rome, du 5 septembre au 25 décembre 1559, juste après la mort du pape Paul IV et aboutit à l'élection du cardinal Giovanni Angelo Medici di Marignano qui devient le pape Pie IV. Il s'agit du plus long conclave du XVIe siècle.

## Source
- (en) Cet article est partiellement ou en totalité issu de l’article de Wikipédia en anglais intitulé « Papal conclave, 1559 » (voir la liste des auteurs).